# Futbol'nyj Klub Krasnodar 2016-2017
Questa voce raccoglie rosa, risultati e statistiche del Krasnodar nella stagione 2016-2017.

## Stagione
Dopo un inizio di stagione deludente, a pagare le conseguenze fu l'allenatore Oleg Kononov, che lasciò la guida della stagione dopo tre anni; il suo posto fu preso da Igor' Šalimov.
In campionato la squadra finì la stagione al quarto posto, ottenendo l'accesso all'UEFA Europa League 2017-2018, per la terza stagione consecutiva.
In Europa League il cammino si interruppe agli ottavi di finale (miglior risultato di sempre per il club): dopo aver superato i turni preliminari superando Birkirkara e Partizani Tirana, riuscì a superare la fase a gironi, finendo secondo dietro lo Schalke 04 e davanti a Salisburgo (a pari punti ma avanti negli scontri diretti) e Nizza. Per la prima volta superò anche i sedicesimi, eliminando i turchi del Fenerbahçe, me il cammino si interruppe agli ottavi per mano degli spagnoli del Celta Vigo.

## Rosa
| N. |                        | Ruolo | Calciatore            |
| -- | ---------------------- | ----- | --------------------- |
| 1  | Russia (bandiera)      | P     | Stanislav Kritsyuk    |
| 3  | Brasile (bandiera)     | D     | Naldo                 |
| 4  | Bielorussia (bandiera) | D     | Aljaksandr Martynovič |
| 5  | Russia (bandiera)      | C     | Dmitri Torbinski      |
| 6  | Svezia (bandiera)      | D     | Andreas Granqvist     |
| 7  | Russia (bandiera)      | C     | Pavel Mamaev          |
| 8  | Russia (bandiera)      | C     | Jurij Gazinskij       |
| 11 | Russia (bandiera)      | C     | Vjačeslav Podberëzkin |
| 12 | Ecuador (bandiera)     | D     | Cristian Ramírez      |
| 14 | Brasile (bandiera)     | A     | Wanderson             |
| 15 | Russia (bandiera)      | C     | Il'ja Žigulëv         |
| 16 | Svezia (bandiera)      | C     | Viktor Claesson       |
| 17 | Russia (bandiera)      | D     | Vitalij Kalešin       |

| N. |                         | Ruolo | Calciatore          |
| -- | ----------------------- | ----- | ------------------- |
| 18 | Russia (bandiera)       | C     | Vladimir Bystrov    |
| 19 | Russia (bandiera)       | P     | Il'ja Abaev         |
| 20 | Russia (bandiera)       | A     | Nikolaj Komličenko  |
| 21 | Colombia (bandiera)     | C     | Ricardo Laborde     |
| 22 | Brasile (bandiera)      | C     | Joãozinho           |
| 30 | Russia (bandiera)       | D     | Roman Šiškin        |
| 33 | Uruguay (bandiera)      | C     | Mauricio Pereyra    |
| 70 | Georgia (bandiera)      | C     | Tornike Okriashvili |
| 77 | Burkina Faso (bandiera) | C     | Charles Kaboré      |
| 88 | Russia (bandiera)       | P     | Andrej Sinicyn      |
| 90 | Russia (bandiera)       | A     | Fëdor Smolov        |
| 98 | Russia (bandiera)       | C     | Sergej Petrov       |

## Risultati

### Campionato
| Krasnodar 1º agosto 2016 1ª giornata | Krasnodar | 3 – 0 referto | Tom' Tomsk | Stadio Kuban' |

| Krasnodar 8 agosto 2016 2ª giornata | Krasnodar | 1 – 0 referto | Terek Groznyj | Stadio Kuban' |

| Samara 13 agosto 2016 3ª giornata | Kryl'ja Sovetov Samara | 1 – 1 referto | Krasnodar | Stadio Metallurg (Samara) |

| Mosca 21 agosto 2016 4ª giornata | Spartak Mosca | 2 – 0 referto | Krasnodar | Otkrytie Arena |

| Krasnodar 28 agosto 2016 5ª giornata | Krasnodar | 1 – 2 referto | Lokomotiv Mosca | Stadio Kuban' |

| Ufa 11 settembre 2016 6ª giornata | Ufa | 0 – 0 referto | Krasnodar | Neftyanik Stadium |

| Krasnodar 18 settembre 2016 7ª giornata | Krasnodar | 2 – 1 referto | Rostov | Stadio Kuban' |

| Mosca 24 settembre 2016 8ª giornata | CSKA Mosca | 1 – 1 referto | Krasnodar | Arena CSKA |

| Krasnodar 2 ottobre 2016 9ª giornata | Krasnodar | 1 – 0 referto | Rubin | Stadio Kuban' |

| Tula 16 ottobre 2016 10ª giornata | Arsenal Tula | 0 – 0 referto | Krasnodar | Stadio Arsenal |

| Krasnodar 23 ottobre 2016 11ª giornata | Krasnodar | 1 – 0 referto | Amkar Perm' | Stadio FC Krasnodar |

| Kaspijsk 30 ottobre 2016 12ª giornata | Anži | 0 – 0 referto | Krasnodar | Anži-Arena |

| Krasnodar 6 novembre 2016 13ª giornata | Krasnodar | 3 – 3 referto | Gazovik Orenburg | Stadio FC Krasnodar |

| Krasnodar 20 novembre 2016 14ª giornata | Krasnodar | 3 – 0 referto | Ural | Stadio FC Krasnodar |

| Krasnodar 27 novembre 2016 15ª giornata | Krasnodar | 2 – 1 referto | Zenit San Pietroburgo | Stadio FC Krasnodar |

| Groznyj 1º dicembre 2016 16ª giornata | Terek Groznyj | 2 – 1 referto | Krasnodar | Achmat-Arena |

| Krasnodar 5 dicembre 2016 17ª giornata | Krasnodar | 1 – 1 referto | Kryl'ja Sovetov Samara | Stadio FC Krasnodar |

| Krasnodar 5 marzo 2017 18ª giornata | Krasnodar | 2 – 2 referto | Spartak Mosca | Stadio FC Krasnodar |

| Mosca 13 marzo 2017 19ª giornata | Lokomotiv Mosca | 1 – 2 referto | Krasnodar | Stadio Lokomotiv |

| Krasnodar 19 marzo 2017 20ª giornata | Krasnodar | 0 – 0 referto | Ufa | Stadio FC Krasnodar |

| Rostov sul Don 3 aprile 2017 21ª giornata | Rostov | 0 – 0 referto | Krasnodar | Stadio Olimp-2 |

| Krasnodar 9 aprile 2017 22ª giornata | Krasnodar | 1 – 1 referto | CSKA Mosca | Stadio FC Krasnodar |

| Kazan' 15 aprile 2017 23ª giornata | Rubin | 0 – 1 referto | Krasnodar | Kazan Arena |

| Krasnodar 23 aprile 2017 24ª giornata | Krasnodar | 2 – 0 referto | Arsenal Tula | Stadio FC Krasnodar |

| Perm' 27 aprile 2017 25ª giornata | Amkar Perm' | 0 – 2 referto | Krasnodar | Stadio Zvezda |

| Krasnodar 1º maggio 2017 26ª giornata | Krasnodar | 0 – 0 referto | Anži | Stadio FC Krasnodar |

| Orenburg 7 maggio 2017 27ª giornata | Gazovik Orenburg | 1 – 0 referto | Krasnodar | Stadio Gazovik |

| Ekaterinburg 13 maggio 2017 28ª giornata | Ural | 1 – 1 referto | Krasnodar | SKB-Bank Arena |

| San Pietroburgo 17 maggio 2017 29ª giornata | Zenit San Pietroburgo | 1 – 0 referto | Krasnodar | Stadio Petrovskij |

| Tomsk 21 maggio 2017 30ª giornata | Tom' Tomsk | 1 – 5 referto | Krasnodar | Trud Stadium |

### Coppa di Russia
| Nal'čik 21 settembre 2016 Sedicesimi di finale | Spartak-Nal'čik | 0 – 2 referto | Krasnodar | Respublikanskij stadion Spartak |

| Krasnodar 27 ottobre 2016 Ottavi di finale | Krasnodar | 3 – 2 referto | Gazovik Orenburg | Stadio FC Krasnodar |

| Krasnodar 28 febbraio 2017 Quarti di finale  | Ural                 | 3 – 3 (d.t.s.) referto | Krasnodar | Stadio FC Krasnodar |
| \| \| \| \| \| \| Tiri di rigore 4 – 3 \| \| |                      |                        |           |                     |
|                                              |                      |                        |           |                     |
|                                              | Tiri di rigore 4 – 3 |                        |           |                     |

### Europa League
| Arbitro: | Bart Vertenten |

|  |           |                                               |
|  | Marcatori | 45+1’ Granqvist 75’ (rig.) Smolov 89’ Laborde |

| Arbitro: | Aliyar Aghayev |

|                                     |           |           |
| Eboue 15’ Joãozinho 37’ Laborde 38’ | Marcatori | 61’ Jović |

| Arbitro: | Gediminas Mažeika |

|                                                                     |           |  |
| Joãozinho 18’ (rig.) Smolov 27’ Jędrzejczyk 45’ Krasniqi 73’ (aut.) | Marcatori |  |

| Elbasan 25 agosto 2016, ore 19:30 CET Play-off - ritorno | Partizani Tirana | 0 – 0 referto | Krasnodar | Elbasan Arena (1 550 spett.)\| Arbitro: \| Jakob Kehlet \| |
| Arbitro:                                                 | Jakob Kehlet     |               |           |                                                            |

| Arbitro: | Miroslav Zelinka |

|  |           |              |
|  | Marcatori | 6’ Joãozinho |

| Arbitro: | Ivan Bebek |

|                                                     |           |                           |
| Smolov 22’ Joãozinho 33’, 65’ (rig.) Ari 86’, 90+3’ | Marcatori | 43’ Balotelli 71’ Cyprien |

| Arbitro: | Mark Clattenburg |

|  |           |                 |
|  | Marcatori | 11’ Konopljanka |

| Arbitro: | Slavko Vinčić |

|                                 |           |  |
| Júnior Caiçara 25’ Bentaleb 28’ | Marcatori |  |

| Arbitro: | Liran Liany |

|            |           |            |
| Smolov 85’ | Marcatori | 37’ Dabour |

| Arbitro: | Sandro Schärer |

|                                    |           |            |
| Bosetti 64’ (rig.) Le Marchand 77’ | Marcatori | 52’ Smolov |

| Arbitro: | Ivan Kružliak |

|             |           |  |
| Claesson 4’ | Marcatori |  |

| Arbitro: | Paweł Raczkowski |

|           |           |           |
| Souza 41’ | Marcatori | 7’ Smolov |

| Arbitro: | Craig Thomson |

|                      |           |              |
| Wass 50’ Beauvue 90’ | Marcatori | 56’ Claesson |

| Arbitro: | Ruddy Buquet |

|  |           |                     |
|  | Marcatori | 52’ Mallo 80’ Aspas |